# Smiley Face (película)
Smiley Face es una comedia estrenada el 2007. Es la novena película dirigida por Gregg Araki y fue escrita por Dylan Haggerty. Protagoniza Anna Faris una joven mujer que tiene una serie de desventuras después de comer unos brownies de cannabis. El elenco incluye también a John Krasinski, y Adam Brody.

## Argumento
La historia describe un día agitado en la vida de Jane, una joven actriz poco ambiciosa que disfruta fumando marihuana y vive en un apartamento de Los Ángeles con su inquietante compañero de habitación, Steve. 
El mal día de Jane comienza cuando ella inconscientemente consume un plato entero lleno de brownies de cannabis. Comprendiendo su error, hace una lista de tareas que ella debe hacer y cómo planea que pasen. Lo que sigue, es una serie implacable de desastres causados por la intoxicación de Jane.

## Reparto
- Anna Faris como Jane.
- John Krasinski como Brevin.
- Roscoe Lee Browne como "sí mismo" (narrador).
- Jane Lynch como director de casting.
- Danny Masterson como Steve, el compañero de habitación.
- Adam Brody como Steve, el vendedor de droga.
- Marion Ross como Shirley.
- Michael Hitchcock como el hombre del lavadero.
- John Cho como Mikey.
- Danny Trejo como Albert.
- Richard Riehle como el Sr. Spencer
- Natashia Williams como chica en moto.
- Carrot Top como sí mismo.
- Brian Posehn como conductor de autobús.

## Producción
La película fue una vez titulado como Mary Warner y Winona Ryder se adjuntó a la película, pero el comienzo se derrumbó y la película fue rebautizada con un nuevo elenco y director.

## Recepción
Smiley Face se estrenó en el 2007 en el Festival de Cine de Sundance y recibido por una versión muy pequeñas, donde en Los Ángeles tenía una larga semana en el Teatro Nuart en Santa Mónica. La película fue lanzada en DVD el 8 de enero de 2008. Asimismo, recorrió alrededor de salas de cine británico en el verano de 2008 como parte de las Lesbianas 22a Londres y Festival de Cine Gay. (Gregg Araki es un director gay bien conocido.) 
En su opinión para el The New York Times, Matt Zoller Seitz elogió "Faris tiene un rendimiento monstruosamente cometidos como Jane F. que sugiere a Amy Adams, la princesa de Enchanted caer en la película Cheech and Chong." Andrew O'Hehir escribe en su opinión para Salon.com, "Smiley Face, tiene una maravillosa actuación de Anna Faris y uno de los mejores monólogos de todos los tiempos en la gran historia del cine". En su opinión para Cinematical, Monika Bartyzel escribe, "la comedia de Araki da tenemos lo mejor de varios mundos en una comedia divertida sin cesar, de fácil citable de servir. De las discusiones sobre el marxismo al amor de lasaña, Smiley Face sirve todo - con algo de hierba y una muy, muy apedreado sonrisa ".
Sin embargo, James S. Snyder, en su opinión para el New York Sun, escribió: "Si esto se entiende como un cambio de ritmo alegre para el Sr. Araki, después de Mysterious Skin, entonces quizás tomó las cosas demasiado lejos en la dirección opuesta. Esto no es sólo ligera y esponjosa, que flota lejos".

## Enlacese externos
- Smiley Face en Internet Movie Database (en inglés).
- Smiley Face en AllMovie (en inglés).
- Smiley Face en Rotten Tomatoes (en inglés).
- Smiley Face en Metacritic (en inglés).
- Smiley Face en Box Office Mojo (en inglés).

- Datos: Q959483